# Каратов, Сергей Фёдорович
Сергей Фёдорович Кара́тов (род. 26 января 1946 года, Миасс) — советский и российский прозаик, поэт, автор афоризмов, критик и публицист, переводчик, учитель. Автор дюжины поэтических сборников. Организатор московского литературного объединения «Звезда» (1978). Стихи переведены на многие языки (болгарский, вьетнамский, немецкий, румынский, туркменский, французский, эстонский и др.). Песни на его стихи исполнялись разными музыкантами. Член Союза писателей СССР (1983), член Союза писателей Москвы, член Интернационального Союза писателей (член правления Координационного Совета), член Союза писателей XXI века.

## Биография
Сергей Фёдорович Каратов родился 26 января 1946 года в городе Миасс Челябинской области России. С детства увлекался написанием стихов и созданием моделей кораблей, машин, ракетных установок с которых была возможность запускать ракеты. Впоследствии также создавал макеты зданий из разных пород камней с внутренними подсветками. В юношеские годы вёл дневник, коллекционировал марки, значки и гербарий, на протяжении всей жизни собирал библиотеку, многие книги из которой читал.
В 1965 году окончил Миасское педагогическое училище. Во время учёбы С. Каратов полюбил поэзию, зачитывался Сергеем Есениным, Борисом Пастернаком, Ильёй Ильфом и Евгением Петровым. Ещё во время учёбы Сергей Фёдорович стал работать учителем, но продолжал много читать Ивана Бунина, Эрнеста Хемингуэя, Эриха Марии Ремарка, Антона Павловича Чехова, Уильяма Фолкнера, Габриэля Маркеса. Сам С. Каратов наиболее выделяет Льва Толстого и Ивана Тургенева в прозе и Александра Пушкина с Михаилом Лермонтовым в поэзии.
В 1977 году окончил Литературный институт имени А. М. Горького, учился у поэта Евгения Долматовского. Сергей Каратов не раз бывал в доме Евгения Ароновича. Наставник помог Сергею Каратову с устройством в городе Москве. В студенческие годы Сергей Каратов обретал опыт перевода стихов поэтов Азербайджана и Туркменистана. Совместно с Фикре Толоса из Эфиопии они переводили стихи Ф. Толоса с амхарского. Сергей Каратов выпустил свою дипломную работу в виде книги, и некоторые студенты заучивали наизусть стихи из этого сборника. Уже эта первая книга получила отзывы в прессе. В 1977 году организовал в Москве при газете «Знамя строителя» литературное объединение «Звезда».
С 1983 года стал членом Союза писателей СССР, а затем членом Союза писателей Москвы. Принимал участие в создании первого в Москве Литературного кафе на Сретенке. В 1989 году совместно с поэтом Андреем Вознесенским организовал и провёл Фестиваль советско-французской поэзии.
За свою карьеру участвовал во множестве поэтический вечеров, среди них:
- 21 марта 2008 года выступил на Художественно-музыкальном вечере «Нашей улицы» в Государственном Литературном музее (Трубниковский пер., 17, Москва)[16];
- 10-12 марта 2011 года принял участие в Международной научной конференции «Нурмухаммед Андалиб и литературно-культурная жизнь Востока в XVII—XVIII веках» в городе Дашогузе[17];
- 18 мая 2011 года выступил на торжественном приёме в Посольстве Туркменистана в Российской Федерации[14];
- 23 октября 2012 года в центральной городской библиотеке г. Миасса имени Ю. Н. Либединского прошла встреча с С. Каратовым[18];
- В сентябре 2013 года участвовал в Дагестане (Махачкале, Каспийске и Гунибе) в праздновании 90-летия поэта Расула Гамзатова
- 23 сентября 2014 года принял участие в презентации книги писателя-публициста Мусы Мураталиева «Нашествие мигрантов» в Центральном доме литератора[19];
- 27 марта 2015 года в ЦДЛ участвовал в презентации книги Александра Межирова «Какая музыка была!»[20];
- В октябре 2015 года участвовал в юбилейном вечере поэта Магомеда Ахмедова в Доме поэзии в Махачкале, республика Дагестан
- 20 октября 2015 года в Центральном Доме Архитекторов состоялось открытие восьмого сезона литературно-музыкального салона «Шапировские Вечера» и прошёл поэтический вечер под названием «Согреем сами эту осень» в котором принял участие Сергей Каратов[21];
- 24 ноября 2015 года выступил в Центре азербайджанского языка и культуры Московского государственного лингвистического университета (МГЛУ)[22];
- 10 декабря 2015 года в посольстве Киргизской Республики в РФ принял участие в презентации книги киргизского поэта Алыкула Осмонова[23]
- 21 апреля 2016 года принял участие в вечере азербайджанской поэзии конференц-зале Дома Азербайджанской общины[11];
- 28 апреля 2016 года выступил на Международной конференции III «Бигиевских чтений»[8];
- 16 ноября 2016 года выступил в Семейном клубе любителей азербайджанской культуры[2];
- 5 декабря 2016 года выступил на Совместном вечере альманахов «Муза» и «Золотое руно» в Малом зале ЦДЛ[24].

Проживает в Москве.

## Публикации
Сергей Каратов публиковался и продолжает публиковаться во множестве СМИ, в частности в «Новом мире», «Юности», «Смене», «Октябре», «Дне поэзии», «Наша улица», «Предлог», «Московский Парнас», «Зинзивер», «Острова», «Кольцо А», «Царицынские подмостки», «Московский вестник», «Дети Ра», в альманахах «Подвиг», «Венок Пушкину», «Муза», «Эолова арфа», «Туркменистан», «Интернет-альманах „45 параллель“», журнал «ЛАВА» (г. Харьков), «Европейская словесность» (Германия), «Полярная звезда», «Связь времен» США, альманах «Современная русская литература» (г. Кишинёв), альманах «Информпространство», «Литературной газете», «Литературные известия», «Литературной России», «Независимой газете», «Культуре», «Глаголе», международном литературном альманахе «ARTES LIBERALES», «Журнале Поэтов», «Поэтограде», Литературный Портал «ЛитКульт», «Миасский рабочий», «Литературная газета» в поэтическом интернет — журнале TERANTELLA и др.

### Поэтические сборники
- «Березовый лог». — Москва : Современник, 1977[38]
- Сборник «Снежная ягода». — М. : Мол. гвардия, 1982
- Книга стихотворений «Клинопись птичьих следов» : Стихи. — М. : Сов. писатель, 1988.
- За-дам-с : Поэма в духе постпрессионизма / Сергей Каратов; Графика В. Шептунова. — М. : Журн. «Мужество», Б. г. (1992)
- Каратов, Сергей Фёдорович. Мы с тобой в Париже не бывали / Сергей Каратов. — М. : РБП, 1993. — 7 с
- Сборник в стихах и прозе «Тосты. Приветствия. Поздравления»
- «Из жизни райского сада» (2000) — вошла подборка стихов С. Каратова, посвящённых родному прииску Тыелга[39].
- Притяженье к небесам : [поэзия и проза] / Сергей Каратов. — Москва : Золотой теленок, 2005.
- Сергей Каратов. Ожидание женщины. — Челябинск: Изд-во Татьяны Лурье, 2010. — 132 с. ISBN 978-89851-1177-3[40]
- Сборник «Проникновение в мечту» : книга новых стихов / Сергей Фёдорович Каратов. — Миасс : Науч.-техн. центр «Интеграл», 2013
- «В памяти воды»
- Не оставляйте женщину одну: Стихи. — М.: Авторская книга, 2014.

### Книги по эзотерике
- «Звезды и судьбы» (1991)
- «Сны и судьбы» (1997)
- «Гадания, заговоры, приметы» (1998)
- Гадания. Заговоры. Приметы. — М.: Астрель, АСТ. 2002. — 384 с. — ISBN 5-271-01650-1, 5-17-004822-Х
- «Судьба и звезды» (2002)
- «Звезды в вашей жизни» — М.: Золотой Теленок, 2003. — ISBN 5-88257-045-X.
- Сонник «Сны и судьбы» переведен на румынский. Бухарест, «Европейская идея» 2004.
- «Сны, гадания, приметы». — издатво «Золотой теленок», Москва 2005 год.
- Трёхтомник избранного по эзотерике в твердом переплете «Сны и судьбы», «Гадания, заговоры, приметы»[41], «Вы и ваши звезды». — «Олма-пресс», Москва, 2006 год.
- Судьба и звезды : гороскопы, гадания, разгадка снов, тайны физиогномики / Каратов С. Ф. — Москва : АСТ : Астрель, 2007.
- Яковлев А., Каратов С. Ваш год рождения — 1947. — М.: Анаграмма, 2008. — 250 с. — ISBN 978-5-903646-05-0.
- Баренгольц Ю., Каратов С. Ваш год рождения — 1957. — М.: Анаграмма, 2008. — 250 с. — ISBN 978-5-903646-06-7.
- Звезды, числа, имена : гороскопы, гадания, тайны физиогномики / Сергей Каратов. — Москва : Золотой теленок, 2008.
- Ю. А. Баренгольц, С. Ф. Каратов Ваш год рождения — 1979. Время, факты, подробности. — Анаграмма, 2008. — 264 с. — ISBN 978-5-903646-29-6.
- Сонник : узнай секреты своих снов : 2000 толкований / С. Каратов. — Москва : ОЛМА Медиа Групп, 2010.
- Вещие сны. — ОЛМА Медиа Групп, 2010. — ISBN 978-5-373-03131-8
- «Гадания, заговоры, приметы». — М.: Астрель, АСТ. 2011. — 384 с. — ISBN 5-271-01650-1, 5-17-004822-Х.
- Домашний оракул. Гороскопы, гадания, предсказания, сонник, именник. — М.: Астрель, АСТ. 2011. — 800 с. — ISBN 978-5-373-03973-4.
- Домашний оракул : [гороскопы, гадания, предсказания, сонник, именник] / [Каратов С. Ф.]. — Москва : ОЛМА Медиа Групп, 2012.
- Сонник наших дней. — Росткнига. — ISBN 5-88257-035-2
- Сонник. Узнай секреты своих снов. — М.: Олма Медиа Групп, 2013. — 320 с. — ISBN 978-5-373-03429-6. — 320 с.

### Избранные публикации в журналах, газетах, альманахах
- Газета «Миасский рабочий» 1969 г. (первые стихи) г. Миасс
- «Литературная Россия» 12 мая 1972 г., 1975 г.,1976 г., 1983 г.
- Журнал «Урал» № 8.1972 г. 1975 г., 1977 г., г. Екатеринбург (Свердловск).
- Журнал «Сельская молодёжь» № 8.1973 г., 1989 г.
- Журнал «Уральский следопыт» № 12.1973 г.,№ 2.1976 г., № 4.1977 г.
- Альманах «Поэзия» 11. 1974 г., 1976 г., 1981 г., 1988 г.
- Альманах «Каменный пояс» 1974 г.,1976 г.[42],1979 г. Челябинск
- Журнал «Октябрь» № 12.1976 г.
- Альманах «Родники», № 4. 1976 г., М. «Молодая гвардия»
- Альманах «Тверской бульвар — 25», 1977 г.
- Газета «Московский литератор» Февраль 1981 г.
- Альманах «День поэзии», 1981 г., 1983 г. М. «Советский писатель»
- Журнал «Новый мир», № 7.1977 г., № 8.1980 г. № 4. 1982 г.
- Ж. «Студенческий меридиан»,№ 6.1980 № 12.1985 г., № 2.1987 г.
- Альманах «Голоса на рассвете», 1981 г., М. «Детская литература»
- Альманах «Молодые голоса», 1981 г., М. «Художеств-ная литер-ра»
- Журнал «Кругозор» № 8.1983 г.
- «Литературная газета», с 26 января 1983 года и далее.
- Альманах «Подвиг» № 28, 1985 г. М. «Молодая гвардия».
- «Литературная учёба» № 2. 1986 г.
- Журнал «Юность» № 1.1987 г.
- Журнал «Москва» № 5.1987 г. № 6. 1997 г.
- Журнал «Москва» Сатирические стихи С. К. № 5, 1987 г.
- Газета «Московский комсомолец», 1983—1989 г.г. 2001—2004 г.г.
- «Пушкинский праздник», июнь 1988 г., Приложение к «Литгазете»
- Альманах «Учебная тревога», 1988 г., М. «Молодая гвардия»
- Сергей Каратов, стихи. Альманах «Чистые пруды». Издательство «Московский рабочий» 1988 г.
- Альманах «Чистые пруды», 1988 г., «Московский рабочий»
- Журнал «Крокодил», № 6.1990 г., № 13.1991 г.
- Газета «Ступени», март, июнь 1991 г.
- Газета «Мегаполис-экспресс», 1991 г.
- Журнал «Московский вестник», № 2.1992 г.
- Журнал «Очаг», № 4. 1993 г.
- Газета «Гермес», июль 1994 г.
- Альманах «Золотая нить» 1994 г. г. Миасс.
- Газета « Литературные новости», март 1994 г.
- Стихи об озере Тургояк. Сборник «Золотая нить» Миасс в легендах и преданиях. Миасское краеведческое общество. Г. Миасс 1994 год.
- Журнал «Смена» № 2-3. 1992 г., № 4.1994 г. № 12. 1997 г.
- Стихи Сергея Каратова в журнале «Смена» № 12, 1997 год
- Журнал «Всемирная ЮМОР пресса», 1993—1994 г.г., 1997 г.
- Журнал «Стригунок», № 3.1996 г. Детские стихи.
- Газета «Мир печати», июнь 1996 г.
- Журнал «Предприниматель» июнь 1996 г. Статья «На берегах отчизны дальней»
- Отрывной календарь «Песня — любовь моя» 1997 г. М. Изд-во АСТ.
- Альманах «Московские зори» М. «РПБ» 1997 г.
- Альманах «Москва… как много в этом звуке» 1997 г.
- Альманах «Стихи Миасской долины» 1998 г.
- На пороге XX века, том I страница 334 Биография и библиография Сергея Каратова. Российский автобиобиблиографический ежегодник. Москва 1998 г.
- Журнал «Идель» № 5.1998 г. г. Казань. Стихи.
- Тайны винтовой лестницы. М. Издат-во «Ключ», 1998 г. Эссе.
- Газета «Театральный курьер» № 3, 1998 г. г. Москва. Стихи.
- Альманах «Венок Пушкину» Москва, 1999 г. Стихи.
- Альманах «Я помню чудное мгновенье» Москва, «РПБ». 1999 г. Стихи.
- «День поэзии 2000» Москва 2000 г. Стихи.
- Альманах «Из жизни райского сада» г. Варна, Болгария, 2000 г. Стихи.
- Публикации стихотворений в газетах «Глагол» и «Миасский рабочий» г. Миасс в последние годы.
- Подборка из 8 тостов и поздравлений С. Каратова в книге «Поздравления и пожелания на все случаи жизни», Москва, АСТ-ПРЕСС СКД 2003 г.
- Детский журнал «Вовочка и К*» № 9, 2003 г. Стихи.
- «Литературная газета охотника и рыболова» № 18, стихи, сентябрь 2003 г.
- Газета «Культура» «Обратный отсчет» статья о творчестве К. Ковальджи. 18 августа 2004 г.
- Думитру Балан «Русская культура» Бухарест 2004. Два стихотворения в переводе на румынский Думитру Балана и Пауля Полидора.
- «Независимая газета» «Ода Дао», статья о поэтическом сборнике Вл. Захарова «Перед небом», июнь 2005 г.
- Журнал «Наша улица» № 3, 2005. Статья о творчестве поэтессы Нины Красновой «Дорога в тысячу ли».
- Альманах «Царицынские подмостки» № 3, Стихи, Москва, май 2005
- Журнал современной литературы «Наша улица» 2003—2005 г.г. 19 рассказов.
- «Независимая газета» 4 августа 2005 г. «Неразгаданное братство» Рецензия на сборник «Миасские поэты: М. Лаптев, А. Подогов, А. Герасимов».
- Еженедельник «Литературная Россия» 5 августа 2005 г. «Пока в руке перо» размышления о книге стихотворений Евгения Чигрина «Сквозь дымку лет».
- Статья «Таянье и пенье света» о творчестве художника в книге «Художник Александр Трифонов», издат-во «Книжный сад» М. 2005.
- «Среди миров» и «Таянье и пенье света» статьи о творчестве писателя Юрия Кувалдина и художника Александра Трифонова, журнал «Наша улица» № 9 2005.
- Еженедельник «Литературная Россия» № 37, 16 сент. 2005 г. «В поисках истины» рецензия на книгу Эльзада Иззатдуста «Способы разрешения конфликта: сила оружия или сила слова», «AСADEMIA», М. 2004.
- Еженедельник «Литературная Россия» № 41, 14 октября 2005 г. Стихи.
- Детские стихи С. К. в журнале «Музыкальный руководитель» № 6, 2005 г.
- Сергей Каратов, статья «Вечные мотивы жизни и смерти» Юкагирская рапсодия. Проблемы сохранения языка и культуры юкагирского народа. «Литературная Россия», 8 сентября 2006 год.
- «Поэт в экскаваторе» рецензия о творчестве Николая Годины «Экслибрис» «Независимая газета» 2 марта 2006 год.
- «Затяжной прыжок» рецензия на сборник Евгения Лесина «Русские вопли» «Литературная Россия» 4 августа 2006 год.
- «Дорога на Джангалы» путевые заметки в газете «Информпространство» № 11, 2006 г.
- «Не в управдомы, а в поэты» статья в «Экслибрис» при «Независимой газете» 2007 г.
- Журнал «Острова» г. Воронеж. стихи 2007 г.
- «Юкагирская рапсодия» «Литературная Россия» 2007 г.
- «Юкагирская рапсодия» «Литературная Россия» 2007 г.
- «Не оставляйте женщину одну» статья в защиту авторских прав «Литературная газета» № 3-4 2007 г.
- «Далеко от центра» Статья на тему «Эвенкийские поэты». «Экслибрис» при «Независимой газете» 22 февраля 2007 г.
- Стихи «Стога над лугами» в «Информпространство» Май 2007 г.
- Стихи северного цикла в «Литературной России» 22 июня 2007 г.
- Стихи лирические «Приемлю всё» в альманахе № 41 «Кольцо А» Июнь 2007 г.
- Статья о физиках и лириках в журнале «Предлог» № 14 2007 г.
- «Небо и только небо» рецензия на сборник поэтессы Ирины Ермаковой «Улей» «Экслибрис» при «Независимой газете» осень 2007 г.
- «Окольцованное пространство» рецензия на сборник поэта Геннадия Калашникова в «Литературной России» 21 декабря 2007 г.
- Путевые заметки «Парижский меридиан» «Информпространство» № 12 2007 г.
- Воспоминания о поэте Игоре Жданове «Московский Парнас» № 5 2007 г.
- Два рассказа в журнале «Наша улица» № 5 2007 г.
- Путевые заметки «Рыбалка только повод» газета «Информпространство» № 1 2008 г.
- Рассказы С. К. об альма-матер. Книга «Воспоминания о Литературном институте» Книга вторая. Издательство Литературного института, 2008 г.
- Статья «Уральские самоцветы» о поэтах города Миасс в «Экслибрис» при «Независимой газете» 14 февраля 2008 г.
- Литературно-художественный журнал «Зинзивер» Талон на бессмертие.
- Статья Сергея Каратова «Не в управдомы, а в поэты» О вечной проблеме споров между физиками и лириками. «Экслибрис» приложение к НГ. 14 декабря 2006 год.
- Детские стихи С. К. в журнале «Музыкальный руководитель» № 3, 2006 год Москва.
- СТОИТ ЛИ МОСТИТЬ ДОРОГУ В РАЙ? Рецензия Сергея Каратова на книгу Вячеслава Огрызко «Кто сегодня делает литературу в России?» «Экслибрис» приложение к «Независимой газете» От 25 января 2007 года.
- Детские стихи С, К. журнал «Музыкальный руководитель» № 6, 2007 г. г. Москва.
- Стихи С. К. в «Литературной газете» от 9-15 апреля 2008 года
- Сергей Каратов в еженедельнике «Информпространство», Полоса стихов. № 9 (110) 2008 год. Москва.
- Статья «Достоин песни и весны» к 80-летию поэта и старшего товарища Михаила Петровича Лаптева. Альманах «Эолова арфа», издание Нины Красновой, Москва, 2009 г.
- Переводы С. Каратова стихи якутского поэта Ивана Мигалкина, стр. 494. Книга «Из века в век» Якутская поэзия. М.: Пранат, 2009 год
- «Трындеть по щущьему велению» Рецензия Леонида Воронина на книгу Сергея Каратова «Ожидание женщины» «Экслибрис», приложение к НГ от 19 августа 2010 г.
- Статья Сергея Каратова «Колокольчик поддужный» в еженедельнике «Окна», приложение к газете «ВЕСТИ» Материал на трёх полосах. 9 декабря 2010 г. Израиль.
- Детские стихи Сергея Каратова в журнале «Музыкальный руководитель» № 4. 2011 г. Москва
- Стихи С. К. в альманахе «Муза» № 18 Москва 2011 г.
- Большая подборка стихов С. К. (15 стихотворений) в журнале «Московский вестник» № 3, 2011 год
- Сергей Каратов в газете «Глагол» Полоса стихов. 28 января 2011 год
- Стихи об Эдгаре По, Ли Бо и годе 2010-м в «Экслибрисе», приложении к НГ, 10 февраля 2011 года
- «Колокольчик шестидесятых» статья Сергея Каратова (Прощание с Беллой Ахмадулиной). «Экслибрис», приложение к «НЕЗАВИСИМОЙ ГАЗЕТЕ» 20 января 2011 г.
- Детские стихи С. К. в журнале «Музыкальный руководитель» № 4, 2011 год г. Москва.
- Сергей Каратов как переводчик. Стихи туркменских и азербайджанских поэтов. Журнал «Европейская словесность» Выпуск № 1 Кёльн. Германия. 2012 г.
- КАРАТЫ «Экслибрис», приложение к НЕЗАВИСИМОЙ ГАЗЕТЕ, 7 февраля 2013 г.
- Рассказ «Коллоквиум» Сергея Каратова «Экслибрис», приложение к «НЕЗАВИСИМОЙ ГАЗЕТЕ» Декабрь 2013 г.
- Стихи Сергея Каратова. «Журнал ПОЭТОВ» № 3 (47) 2013 г.
- «Адрес на бересте» рецензия Леонида Воронина на книгу Сергея Каратова «Не оставляйте женщину одну» от 13 ноября 2014 г.
- Рассказ «Подставил» Сергея Каратова. Альманах «Информпространство». № 3 (185) 2014 г.
- Рецензия С. К. «Так надо было небу» на книгу Александра Межирова «Какая музыка была!» «Литературная газета» № 50 от 17-23 декабря 2014 г
- Стихи Сергея Каратова . Альманах «Информпространство» № 4 (186) 2014 год. Издательство «Белый ветер», Москва
- Переводы с азербайджанского Сергея Каратова в приложении «Жемчужины Турана» к «Литературной газете» № 12 от 25-31 марта 2015 г.
- Статья Сергея Каратова «Четвертая форма души» в цикле СТИЛЬ ЖИЗНИ. «Экслибрис» приложение к НГ. 21 мая 2015 г.
- Стихи С. К. в международном альманахе «Муза», Издание Валерия Лебединского. Москва, 2015 год.
- Рецензия С. К. «Поле боли» на книгу Зиновия Вальшонка «Мой Пастернак, Разговор с Пророком». «Экслибрис» приложение к газете НГ. 21 апреля 2016 года.
- Статья Сергея Каратова «Колокольчик 60-х» Белла Ахмадулина Альманах «Вместе» № 1 (6), 2016 г. г. Чита.
- Стихи С. К. в рубрике «Шедевры Музы» в альманахе «Музы» Издание Велерия Лебединского. Москва 2016 год
- Стихи С. К. в журнале «Европейская словесность» г. Кёльн, Германия. Декабрь 2016 год
- Рецензия С. К. «Архитектор не может работать в стол», «Экслибрис» при НГ 16.02.17 г

### Песни
```
Не оставляйте женщину одну, 
чтоб на неё не возводить вину 
за смех и за её 
беспечный вид, 
что прикрывает горечь всех обид. 

```

- Песня «Не оставляйте женщину одну». (Стихотворение написано в 1978 году и опубликовано в книгах «Снежная ягода» в 1982 году, «Клинопись птичьих следов» (1988), «Притяжение к небесам» (2005)[44].) Исполнители: Нани Брегвадзе[45][46]; Анне Вески (композитор Игорь Корнелюк)[47]; Анатолий Папанов (композитор Вадим Орловецкий)[48]; Владимир Мигуля (композитор Владимир Мигуля); Вадим Орловецкий (композитор Вадим Орловецкий)[49]; Сергей Шац (композитор Сергей Шац)[50]; Светлана Фастова (композитор Вадим Орловецкий)[51], Татьяна Азарова[52], Ирина Горелова[53], Барыкин Александр (композитор Александр Барыкин)[54], Игорь Корнелюк[55], Оскар Кучера[56], Лариса Чайка[57]
- Песня «Живёшь, не сетуя, не злясь…». Исполнитель: Григорий Эпштейн[39][58].
- Песня «Девушка Лина». Исполнитель: Геннадий и Галина Банниковы (пение), Андрей Васильев (балалайка), Степан Банников (гитара)

### Кино и радио выступления
О Сергее Фёдоровиче Каратове снята передача «Киноантология». Он выступал на «Четвёртых литературных чтениях „Они ушли. Они остались“» (25 марта 2016 года, Москва), выступал на «Старом радио».

## Семья
- Женат на Галине[62], есть дочка Юлия[62] и внук Данил (2000 г.р.)[39].

## Критика
По мнению критиков стихотворения С. Каратова «богаты выбивающейся из современного ряда поэтикой, воистину пробуждают сознание читателей, одухотворяя для них поиск новых цементирующих максим». Книги содержат философские стансы, бытовые картинки и сложные аллюзии вперемешку с романтической лирикой и страстными шутками. Леонид Воронин отмечал о десятой книге С. Каратова: 

Каратов — лирик с широким кругозором: на природе, в городе, в отношениях с людьми. И при этом сохраняющий молодость восприятия… Мальчишеский, юный — и в то же время мудрый в восприятии жизненных ситуаций и поэтических традиций, что глубинно проявляется в широте охвата и осмысления творческого наследия предшественников и дальних, и ближних… Да, лирик. Но ведь он пишет и прозаические, насыщенные эпическим мировидением рассказы, повести. И это в конечном итоге не может не сказаться на его художнической палитре
Его называют преимущественно спокойным и философичный лириком, который внимателен ко всему: людям, рекам, городам… В его книгах философская лирика, и пейзажная, и бытовые зарисовки, и юмор. Русская поэтесса Нина Краснова в частности отмечала: 

Сергей Каратов — поэт и прозаик в одном лице. У него такая замечательная проза поэта, лирическая… И стихи у него замечательные… И такие рифмы, которым позавидуют все наши авангардисты… У Сергея Каратова есть книга стихов «За дам-с». Её всю растащили на цитаты… Эта книга — своеобразное практическое пособие по искусству писания стихов
В каждой новой книге С. Каратова есть новый ракурс и иное осмысление.